# Cibedug (Rongga)
Cibedug is een bestuurslaag in het regentschap Bandung Barat van de provincie West-Java, Indonesië. Cibedug telt 5903 inwoners (volkstelling 2010).